# Галатея зі сферами
«Галате́я зі сфе́рами», або «Галате́я сфер» — картина іспанського художника Сальвадора Далі, написана у 1952 році. Зберігається у колекції Театру-музею Далі у Фігерасі.

## Опис
Обличчя Гала формується з преривчастого, фрагментованого середовища, заповненого сферами, котрі на осі симетрії живописного полотна набувають дивного тривимірного вигляду й перспективи. Як пояснював Далі у своєму «Маніфесті антиматерії»:
|  | У теперішній час зовнішній світ — світ фізики — вийшов далеко за межі світу психології. І тепер мій батько — доктор Гейзенберг. |

Цей портрет — акт преклоніння перед обличчям Гала, і Далі хотів його бачити у своєму Театрі-музеї в залі «Палац вітру», на мольберті, що колись належав Менсоньє — в Театрі-музею є дві роботи цього художника, що входили до особистої колекції Далі.